# 三条宗近

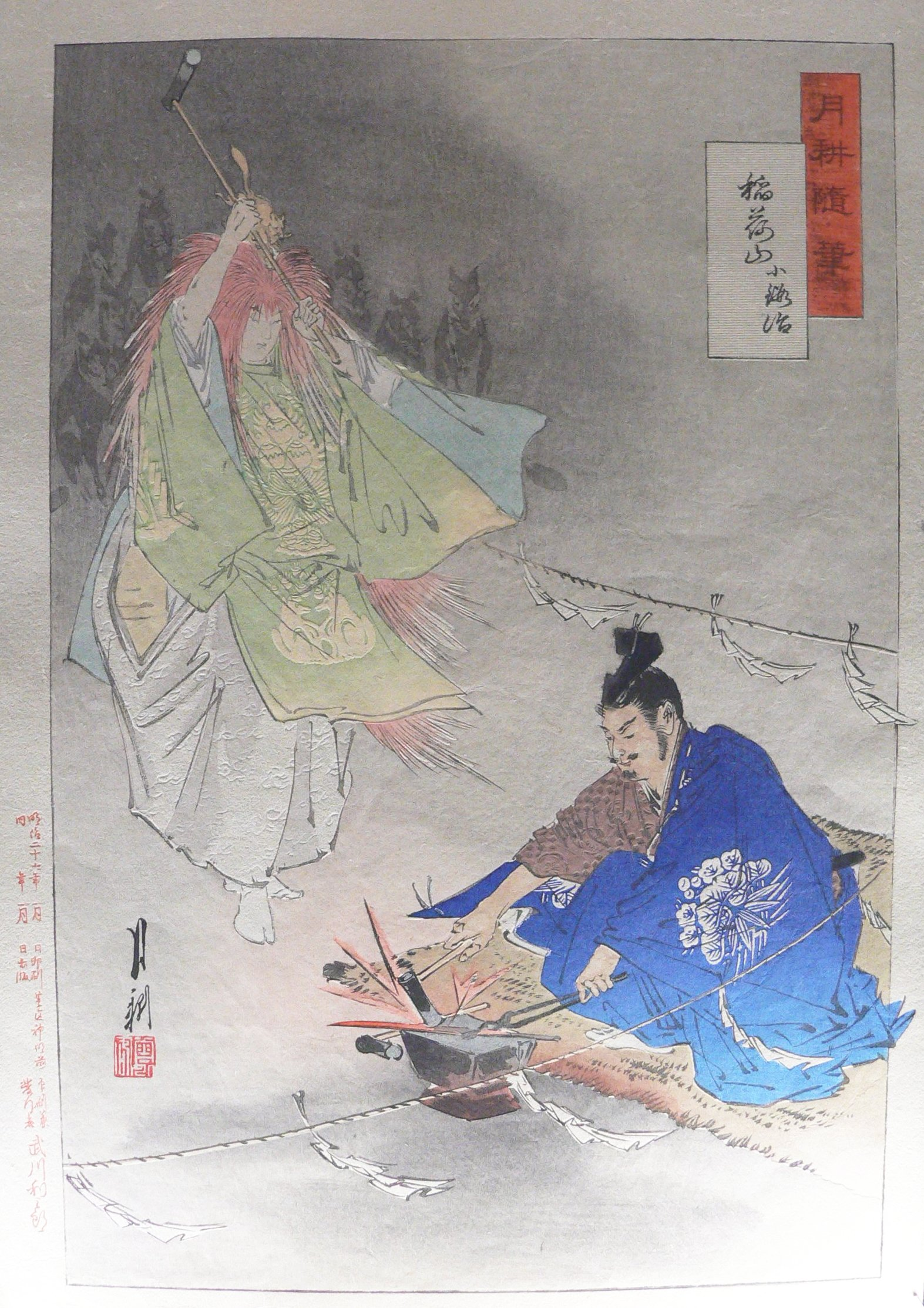
『月耕随筆 稲荷山小鍛治』尾形月耕。三条宗近が稲荷明神の化身とともに作刀する謡曲「小鍛冶」を題材としたもの

三条 宗近（さんじょう むねちか）は、平安時代の刀工。山城国京の三条に住んでいたことから、「三条宗近」の呼称がある。
古来、一条天皇の治世、永延頃（10世紀末頃）の刀工と伝える。観智院本銘尽には、「一条院御宇」の項に、「宗近 三条のこかちといふ、後とはのゐんの御つるきうきまるといふ太刀を作、少納言しんせいのこきつねおなし作也（三条の小鍛冶と言う。後鳥羽院の御剣うきまると云う太刀を作り、少納言信西の小狐同じ作なり）」とある。日本刀が直刀から反りのある彎刀に変化した時期の代表的名工として知られている。一条天皇の宝刀「小狐丸」を鍛えたことが謡曲「小鍛冶」に取り上げられているが、作刀にこのころの年紀のあるものは皆無であり、その他の確証もなく、ほとんど伝説的に扱われている。実年代については、資料によって「10 - 11世紀」、「12世紀」等と幅がある。
現存する有銘の作刀は極めて少なく「宗近銘」と「三条銘」とがある。代表作は、「天下五剣」の一つに数えられる、徳川将軍家伝来の国宝「三日月宗近」。
作風は板目肌がよく約み、地沸がつき、小乱れ刃、匂が深く小沸がついて、三日月形の「打のけ」と称される刃文などが見られる。

## 作刀

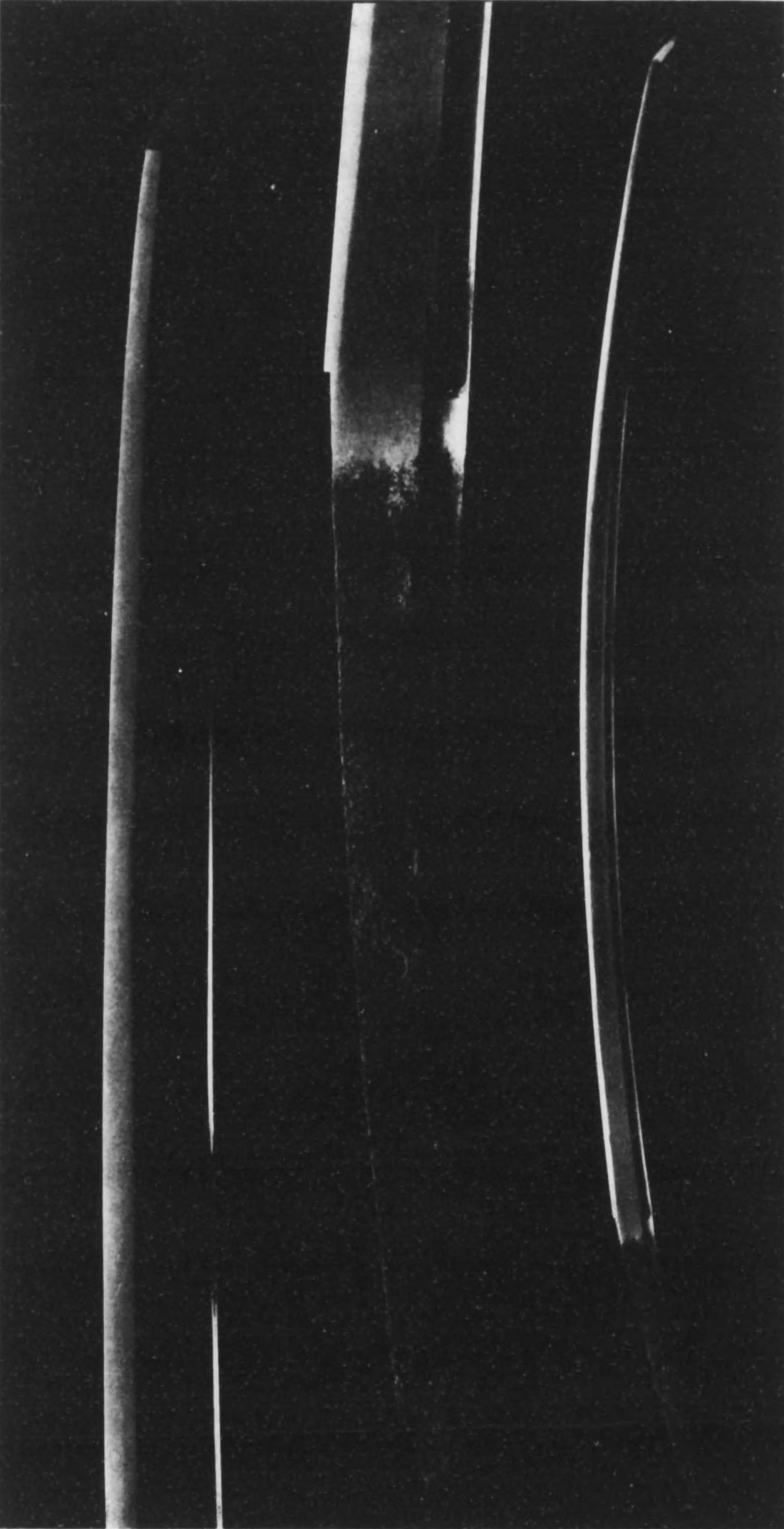
太刀 銘三條

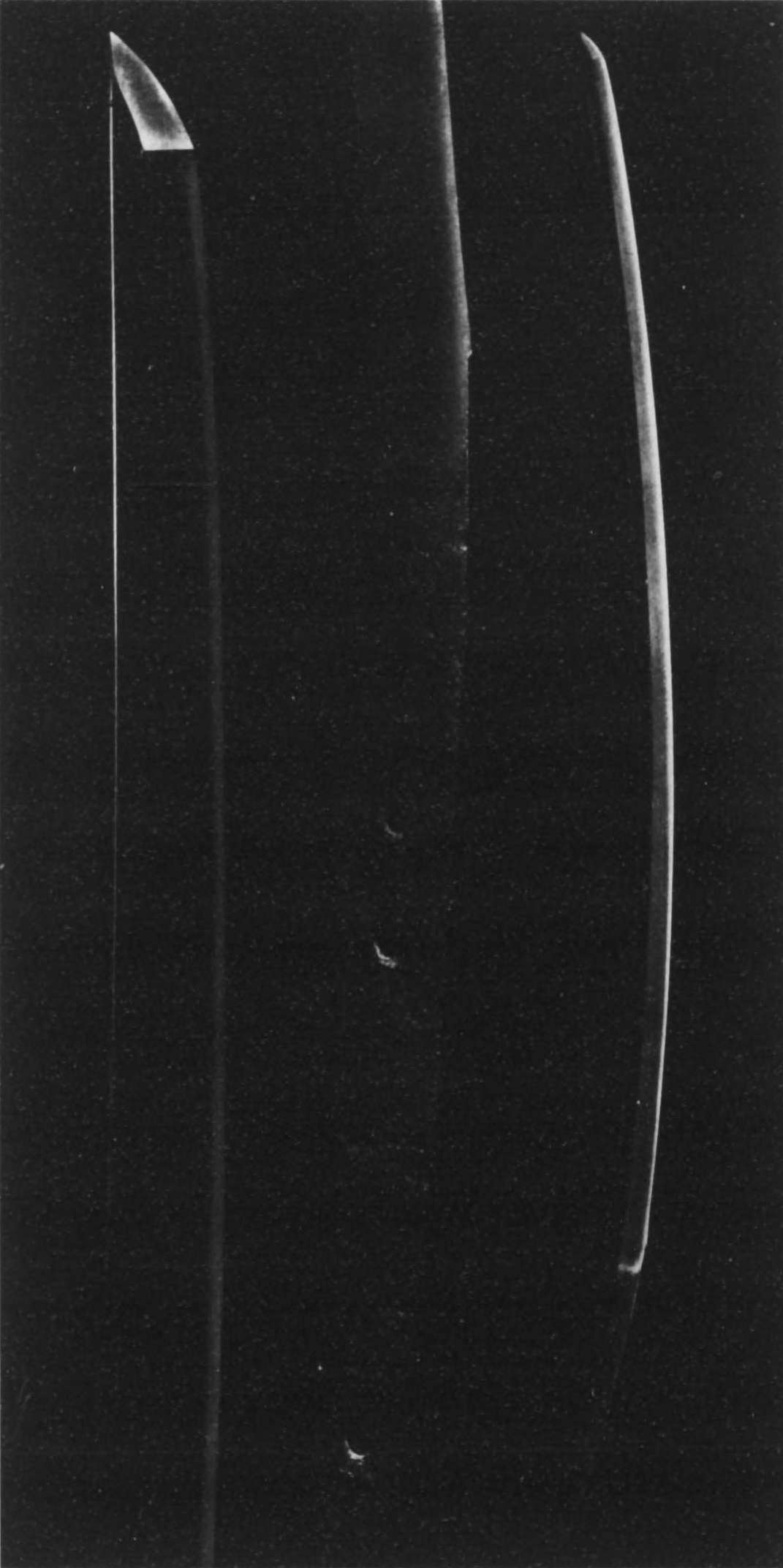
太刀 銘宗□ 伝宗近

三条宗近作とされる主な日本刀（実在が確認されていないものや本物が確実視されていないものも含む。）は以下のとおり。日本国やその地方公共団体が指定する文化財については、指定名称で記載した。
太刀銘三条（名物三日月宗近） 
国宝、徳川宗家伝来品、東京国立博物館所有。詳細は当該記事を参照。
太刀銘三条 
岐阜県不破郡垂井町南宮大社所有。鎬造、庵棟、小切先、反り高く踏ん張りがある。地鉄は小板目肌が約（つ）まり、地沸（じにえ）一面に付き、映り立つ。刃文は細微な沸出来の小乱れ、その間にやや長い尖刃現れ、足繁く入る、表裏に棒樋（ぼうひ）を掻き流し樋先上る。帽子は二重刃で匂口やや沈み、小丸にわずかに返っている。茎（なかご）は生ぶ、勝手下がりの鑢目を切り、佩裏（はきうら）の目釘穴の下に「三條」と銘を切る。長さ2尺5寸8分5厘、反り1寸5厘、元幅9分。昭和初期に赤坂町の実業家である矢橋亮吉から同社に奉納されたものである。重要文化財（1934年（昭和9年）1月30日指定）。同社は、毎年文化の日（11月3日）に一般公開している。
太刀銘宗（以下一字不明）伝宗近
福井県小浜市若狭彦神社所有。鎬造、庵棟、小切先、反りが高く、先反浅い。地鉄は極めて細美、板目肌で最も約（つ）まり、所々で大肌交じり、細かに沸（にえ）付く。刃文は小乱れ、匂深く小沸付き、表腰に梵字、裏鎬地に腰樋を刻む。茎は生ぶ、判然としないが勝手下がりの鑢目を切り、佩表に大振りで二字銘があり、上は「宗」、下は「近」と略判読されるが、半ばに目釘穴がかかり、朽ち込んでいる。長さ2尺6寸1厘、反り1寸6厘、元幅9分2厘。東京国立博物館寄託。1795年（寛政7年）11月1日、小浜城代の酒井忠為が病気平癒の祈願の際に奉納したとされる。重要文化財（1912年（明治45年）2月8日指定）。
海老名宗近
短刀。長さ1尺1寸2分。足利将軍家第8代足利義政所有として、正月の年中行事の儀礼の際に着用されていたと記録される。当時の刀装は、柄鞘あわせて1寸5・6分、赤銅の金具に、梨子地の鞘と柄、目貫には桐丸焼付、笄は銅製といった具合であった。その後豊臣秀吉に渡り、大坂の陣の際に消失したとされる。名の由来は、地名（現在の神奈川県海老名市）又は人名からとされる。享保名物帳「古来之名物焼失の部」記載の名物である。徳川美術館には「宗近」銘の焼身の短刀があり、同館では「名物海老名小鍛冶」と称している。
鷹巣三条
短刀、銘は「三条」。長さ1尺4寸。豊臣秀吉が所有し、後に島津氏に伝来したとされる。名の由来は、いずこかの山中にある大樹のタカの巣で見つかったことからとされる。享保名物帳記載の名物である。別名、鷹巣宗近。
小狐丸
太刀。九条家伝来品だが、所在不明。詳細は当該記事を参照。
松代藩真田氏伝来の太刀
太刀。鎺元までの長さ2尺5寸1分、重さ138匁。松代藩真田氏所有の太刀として、江戸時代末期（1854年以降）の同氏所有の刀剣をとりまとめた『御腰物御元帳』（長野県立歴史館蔵『石坂家文書』中）に「三条小鍛治宗近御刀御白鞘」として記載されている。真田宝物館に保管された折り紙その他の文書によれば、天明4年（1784年）正月に下氷鉋村（現・長野県長野市稲代町の一部）在住の杢左衛門が同藩主に献上したとされる。同年12月3日付け本阿弥光久による折り紙では金五百枚の代付がされている。刀身は奈良県の某家に所蔵されるが、今日的には銘の真偽は不明。銘は太刀裏に「宗近」。
八代城主松井氏伝来の太刀
太刀。一般財団法人松井文庫所有。無銘ではあるが、宗近作として熊本藩八代城主松井氏から伝来している。附として17世紀に作成された黒漆鞘刀拵が現存する。
山城国宗近御太刀
太刀。銘は「宗近」。皇位とともに伝わるべき由緒ある物（いわゆる御由緒物）であり、現在宮内庁侍従職が管理する皇室の私有財産（御物）である。小浜藩酒井氏に伝来してきたものを、1909年（明治42年）に、第16代当主の酒井忠道が明治天皇へ献上したとされる。その後、皇室所有の刀剣は、第二次世界大戦後の財産税や昭和天皇崩御の際の相続税として国庫に物納されたが、本太刀は小烏丸等と同様に引き続き御物として取り扱われている。御物の刀剣の多くは宮中祭祀などで役割を担っているが、本太刀も1月7日の昭和天皇祭で使用されることとなっている。
太刀　伝宗近
福岡県福岡市筥崎宮所有。鎬造、庵棟、細身であり、地鉄は杢目肌に板目肌交り、刃文は直刃、表裏に棒樋を刻む。茎は生ぶで、目釘穴が2個ある。長さ約79.4cm、反り約3cm。同社では三条宗近の作と伝わっており、戦国大名の大内義隆が1543年（天文12年）に同社の本殿、拝殿等を再建した際に寄進されたことを告げる寄進状が共に保存されている。福岡県指定有形文化財（1956年（昭和31年）1月16日指定）。現在、同社の宝物館に保管されている。
小国神社所有の太刀2口
太刀。静岡県周智郡森町小国神社所有。同社では、1572年（元亀3年）、武田信玄軍と織田信長・徳川家康の連合軍が争った三方ヶ原の戦いの際に、徳川家康が戦勝祈願として三条宗近の作とされる本太刀を同社に奉納したと伝わっている。
太刀銘伝三条小鍛治宗近作
太刀。愛媛県新居浜市一宮神社所有。本太刀は、同社の宝物として伝わっている。新居浜市指定文化財（1965年（昭和40年）6月3日指定）。
三条宗近銘太刀
太刀。戦国時代、出雲国意宇郡宍道（現在の島根県松江市宍道町）周辺を本拠としていた武将の宍道政慶は、当時その一体を支配していた毛利氏の政策で長門国阿武郡に転封となったが、当時3歳の一人娘を連れて行くには忍びないとして宍道の回船問屋小豆屋に預けることとした。その際、金襴の打ちかけとともに娘に持たせたのが本太刀であるとされ、現在も同家に伝わっている。なお松江市によれば、本太刀の作者は本記事で記載される三条宗近ではなく、室町時代の作ではないかしている。松江市指定文化財（1989年（平成元年）7月1日指定）、なお美術工芸品ではなく歴史資料として指定されている。
八多神社所有の脇差
脇差。兵庫県神戸市北区八多神社所有。社伝では、同社は宗近が崇拝していた神社であったとしており、宗近から「日本一」と号する日本刀が奉納されたと伝わる。また摂津名所図会では同地周辺に宗近の旧屋があったと記載されており、宗近と縁があるとされる神社である。現在、同社には、銘に宗近の名が切られた脇差、白鞘に宗近が奉納されたと書かれた脇差、宗近が奉納したとされる脇差が保管されている。なお、いずれも真偽は定かではない。
三条小鍛冶宗近作太刀
太刀。「太刀　三条小鍛冶宗近作　二尺一寸　一腰　蓮祖の所持諸弘通の節之レを帯す、北条弥源太殿より之レを献ず」（富士大石寺明細誌）日蓮聖人所持。現在、日蓮正宗大石寺に現存。
三条小鍛冶宗近作御太刀
太刀。(公財)占出山保存会所有。祇園祭の山鉾の一つ、占出山の御神体、神功皇后が佩く太刀。太刀について、占出山町文書によると、天保五年(1834年)、京都の洛北大原郷内野村に嵯峨天皇の劔を打った真守の作と伝わる古刀を持っていた山内玄達という人物が鍛刀旧跡近くの飯道大権現に古刀を奉納すべく研磨を依頼したところ、三条宗近の銘がでてきた。そこで、宗近作と名高い長刀鉾にちなみ、占出山の神功皇后宮に山内法橋玄達が奉納すると書かれている。平成30年の祇園祭山鉾連合会の調査報告書によると、「太刀は、京都の古刀の特色を有しており、刀に漢字2文字の銘を認め、見ようによっては「宗近」とも読める。また、件の奉納経緯の譚の信憑性は高い。しかし、もっとも宗近の在銘の基準作はほとんど皆無に近く、これを宗近の真作と認めるのは容易でない。」とされ、この太刀が三条宗近作の太刀であるかは分かっていない。なお、宵山で展示されている太刀は、山鉾巡行用の複製品(国の重要有形民俗文化財)で、実物は京都国立博物館に寄託されている。
穴守稲荷神社所有の太刀
太刀。東京都大田区穴守稲荷神社が所有していたもの。1903年(明治36年)に、御神宝として五辻子爵家伝来の二尺三寸五分の太刀が奉納された。同年5月28日には、200を越える諸講社の講員等からなる大行列を成し、御宝剣遷座式が盛大に執り行われた。1945年(昭和20年)4月3日から4日に行われた空襲で焼失した。